# Sphenometopa altajica
Sphenometopa altajica är en tvåvingeart som beskrevs av Boris Borisovitsch Rohdendorf 1971. Sphenometopa altajica ingår i släktet Sphenometopa och familjen köttflugor. Inga underarter finns listade i Catalogue of Life.